# Luis Agustín García Moreno
Luis Agustín García Moreno (n. Segòvia, 8 de novembre de 1950) és un historiador i docent espanyol.

## Biografia
Llicenciat en Filologia Clàssica en la Universitat de Granada i doctorat el 1972 en la de Salamanca, va exercir com a professor a les universitats de Salamanca, Madrid, Santiago i Alcalá i com a catedràtic en les de Saragossa i Alcalá.
És membre dels consells científics de les publicacions Journal of Late Antiquity, Networks and Neighbours, Quaderni Catanesi di Studi Antichi e Medievali, Hispania Sacra, i Cuadernos de Historia de España, i de les juntes directives de la Secció Espanyola de l'Associació Internacional d'Història de l'Església, del Comitè Espanyol de Ciències Històriques, de la Societat Internacional d'Estudis Bizantins i de l'Associació Espanyola d'Orientalistes.
Fundador i director de la revista Polis, en 2007 va ingressar en la Reial Acadèmia de la Història, avalat pels acadèmics Luis Suárez Fernández, Julio Valdeón Baruque i José Antonio Escudero López.

## Obres
A més de nombroses col·laboracions en publicacions científiques, és autor de diversos llibres sobre història grecollatina i visigoda de la península Ibèrica, entre ells:
- Prosopografía del reino visigodo de Toledo (1974);
- El fin del reino visigodo de Toledo (1975);
- España en la edad antigua: Hispania romana y visigoda (1988);
- Historia de España visigoda (1989);
- La antigüedad clásica: el imperio romano (1989);
- El Bajo Imperio Romano (1998);
- De Gerión a César: estudios históricos y filológicos de la España indígena y romano-republicana (2001);
- Hispania en la antigüedad tardía: ocio y espectáculos (2001);
- La construcción de Europa: siglos V - VIII (2001);
- España medieval y el legado de Occidente (2005);
- Los judíos de la España antigua: del primer encuentro al primer repudio[Enllaç no actiu] (2005);
- Leovigildo: unidad y diversidad de un reinado (2008).